# ميدنافن
ميدنافن (بالإنجليزية: Mednafen) عبارة عن محاكي متعدد الأنظمة يعمل على أنظمة التشغيل ويندوز، لينكس، ماك أو إس،فري بي إس دي،أوبن بي إس دي وَنت بي إس دي، المحاكي متاح تحت ترخيص رخصة جنو العمومية نسخة 2.
يُستخدمُ مُحاكي ميدنافن لتشغيل ألعاب الفيديو القديمة والكلاسيكية (ريترو) بدعمه لمجموعة متنوعة من أنظمة ألعاب الفيديو الكلاسيكية مثل نيس وَسنيس وَالميغادرايف وغيرها الكثير.
قد يستهويكَ أيضًا محاكي مايم كونه محاكي مشابه من أنواع المحاكيات المتعددة الأنظمة.

## الوصلات الخارجية
- قائمة محاكيات بلاي ستيشن في ويكيبيديا الإنجليزية. (بالإنجليزية)